# Saint-Sulpice (Lot)
Saint-Sulpice ist eine französische Gemeinde mit 134 Einwohnern (Stand 1. Januar 2022) im Département Lot in der Region Okzitanien. Sie gehört zum Kanton Causse et Vallées und zum Arrondissement Figeac.
Nachbargemeinden sind Espédaillac im Nordwesten, Brengues im Osten, Saint-Chels im Südosten und Marcilhac-sur-Célé im Südwesten.

## Bevölkerungsentwicklung
| Jahr      | 1962 | 1968 | 1975 | 1982 | 1990 | 1999 | 2008 | 2016 |
| --------- | ---- | ---- | ---- | ---- | ---- | ---- | ---- | ---- |
| Einwohner | 142  | 147  | 124  | 116  | 126  | 109  | 132  | 145  |

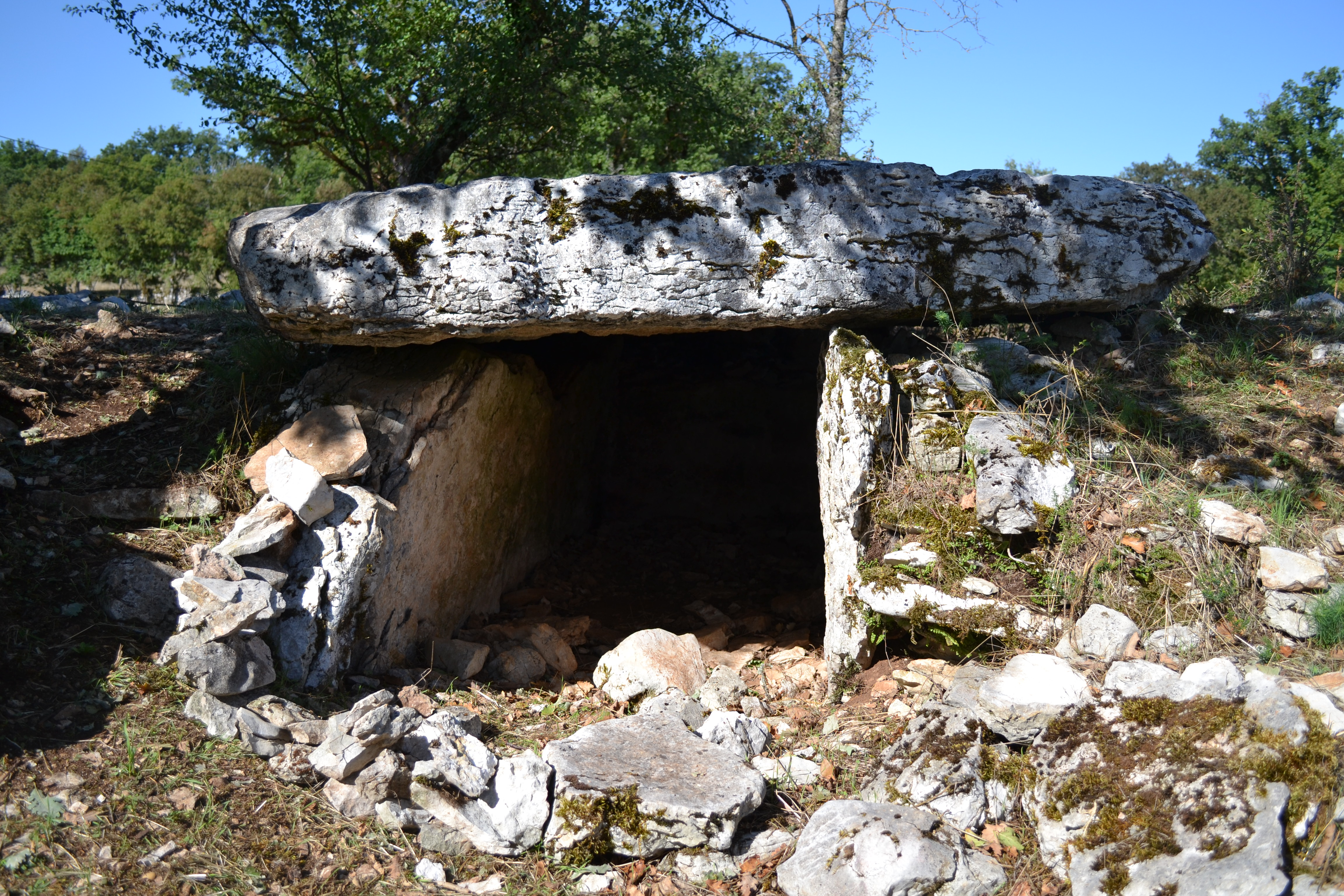
Dolmen du Rat, seit 2011 ein Monument historique
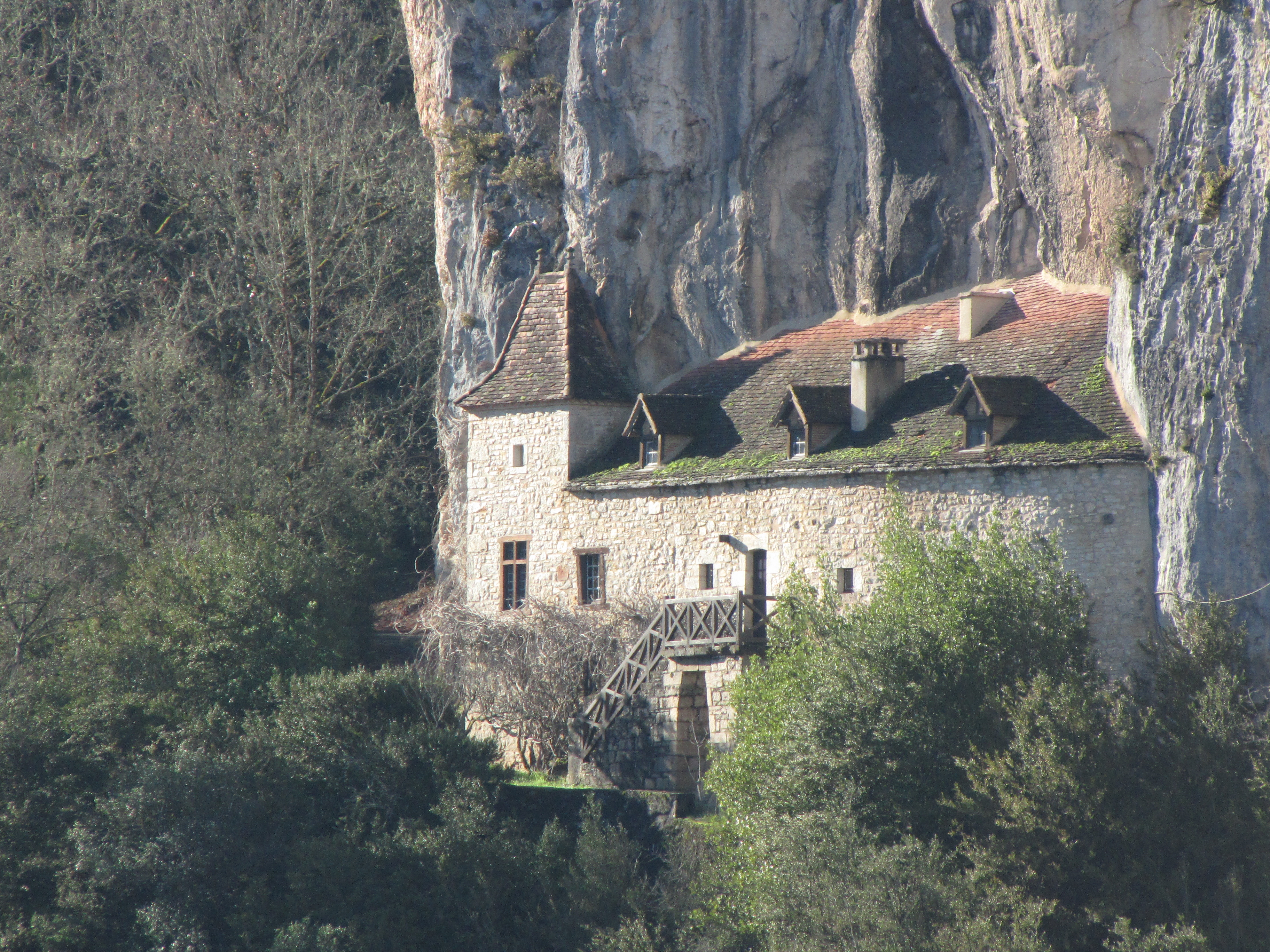
Dieses Bauwerk zeugt von einstigen Troglodyten.